# Gimme Gimme Gimme (televisieserie)
Gimme Gimme Gimme is een Britse comedyserie die liep tussen 1999 en 2001 op de BBC.
De serie vertelt het verhaal van Linda La Hughes (Kathy Burke) en Tom Farrell (James Dreyfus) die samen een appartement delen. Linda is een lelijke, dikke, roodharige, saaie vrouw die zichzelf ontzettend knap vindt en Tom is een homoseksuele, melodramatische, slechte acteur die zichzelf ook de beste acteur van het land vindt.
Ze leerden elkaar kennen in een discotheek, waar ze onder de invloed van XTC beslisten om samen te gaan wonen. Dit loopt niet altijd van een leien dakje: eigenlijk kunnen ze elkaar niet uitstaan (en worden ook door vele andere mensen scheef bekeken). Ze zijn beide onuitstaanbare, egoïstische, onsuccesvolle en zowel innerlijk als uiterlijk lelijke mensen zonder enige ambitie.
Andere karakters zijn hun geile buren Suze & Jez (waar zowel Linda als Tom achter zitten) en huisbaas Beryl, een ex-prostituee.
De humor werd vaak bestempeld als grof en platvloers en de acteerprestaties werden afgedaan als 'over-the-top', maar dat belette niet dat de serie een succes werd en drie seizoenen lang meeging. James Dreyfuss was degene die er uiteindelijk voor zorgde dat de reeks definitief stopte, omdat hij een rol kreeg aangeboden in de soap 'Crossroads'.

## Cast
| Acteur          | Karakter        |
| --------------- | --------------- |
| Kathy Burke     | Linda La Hughes |
| James Dreyfus   | Tom Farrell     |
| Brian Bovell    | Jez Littlewood  |
| Beth Goddard    | Suze Littlewood |
| Rosalind Knight | Beryl Merit     |

## Afleveringen
Voor een volledige lijst van afleveringen: Lijst van afleveringen van Gimme Gimme Gimme.

## Dvd
Alle seizoenen zijn op dvd verkrijgbaar.